# 謝正蒙
謝正蒙（1562年—1631年），又名谢中吉，号子圣，廣東惠來縣華謝村人。明朝政治人物。

## 生平
万历十六年（1588年）中举人。万历二十九年（1601年）任广西灵川县知县。三十三年任湖安县知县。有“清廉天下冠”之譽。万历四十年（1612年）授监察御史，敢於劾親王、批逆鱗。
萬曆四十二年（1613年），全國鹽政極度混亂，皇帝飭令正蒙督理兩淮鹽政，整頓全國鹽法兼管南京、山東河道、江北總運漕糧等要職。正蒙一上任就佈告廢除商人批鹽千金送禮和走後門的歪風。他在《鹽法不堪再壞》的奏疏中揭露福王貪鄙：“臣閱邸報，見福王一本（奏摺），俗將欽賜食鹽，前來兩淮支取，除食用外，其餘開張鹽店於河南所屬地方販賣。這是卑鄙齷齪之言。當今鹽出日少，鹽價日貴，商人坐等數年尚無食鹽供應，哪有餘鹽供福王販賣。”又嘲笑福王：“天下哪有一個受百官朝拜的王者與田夫俗婦比橫財之多少，竟刀矛之鋒利。這豈不是輕蔑朝廷，羞辱吾皇的兒子嗎？”他懇切要求皇帝體念稅收關係軍國大計。他斥責福王：“多取無厭，鬼神所忌。”他說，“如果福王一定要在兩淮支鹽，臣只有按規例供應，搬運不得動用南京兵船，臣也不敢徇私溺職。”他執法如山，毫無讓步餘地。
萬曆四十三年（1614年），福王指使內監私盜勘合（蓋騎縫的憑證），假稱採購土特產，出動樓船8艘、民船若干艘，用船夫300名，船舶淮安，強買私鹽滿載，謝正蒙先後得到府、縣令和游擊等密報，當即派員勘查，果見頭號船坐內官，王爺裝束，二號船坐錦衛官員，每船各數十人。正蒙親自率軍圍捕，俘獲馮天時等要犯14名，繳獲鐵夾棍一副、三眼銃二門以及許多弓刀槍矛等利器；又於艙內獲負傷被鎖的被害人3名，其中有綢緞被搶的受害人，還有一名叫徐萬，他是出銀買勘合的。這一場驚心動魄的走私巨案，規模之大，來勢之凶，為明代所罕見。
萬曆四十六年朝廷任命他为河南布政司左参议兼按察佥事，辞不赴任，悠悠林下十余年。崇禎四年（1631年）逝世。

## 著作
著有《柏台疏草》4卷及诗文集，大多散佚。另存有奏疏19篇，载於《潮州耆旧集》。

## 評價
馮奉初在《文集》中評謝正蒙是海瑞的繼起者，誠非過譽。謝正蒙出巡淮河时，见范公堤崩塌，田舍和盐场皆遭到淹没，他修筑河堤；又变荒滩地为良田。江淮百姓特地在扬州建了“二贤祠”，纪念范仲淹和谢正蒙二人。后人将他与张文献、海瑞、徐马石同列为“岭南四名臣”。